# 장나이치

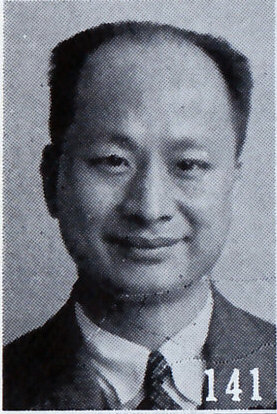

장나이치(章乃器, 1897년 ~ 1977년)는 1952년부터 1957년까지 식품부 장관을 역임한 중국의 정치인이다. 중국 민주 건국회의 설립자들 중 한 명이기도 하다.
1897년 3월 4일 청나라 시기 저장성 칭톈현에서 태어났다. 1911년 신해혁명에 동참했다. 1913년 항저우성입갑충상업학교(杭州省立甲种商业学校)를 다녔고 졸업 후 저장산업은행에서 일했다.
1927년, 신평론(新评论)이라는 잡지사를 세웠다. 《중국화폐제도는 어디로 가는가》(1935), 《중국화폐론》, 《중국 화폐금융문제》(1936) 등을 저술했다.
1937년, 장나이치는 장보쥔, 추안핑, 뤄룽지와 함께 우익으로 분류되었다. 1957년 6월 8일, 장나아치는 직책에서 축출되어 박해를 받았다.
1977년 5월 13일, 장나이치는 북경병원 지하실에서 질병으로 사망했다.